# Recchia goiana
Recchia goiana är en skalbaggsart som beskrevs av Martins och Maria Helena M. Galileo 1985. Recchia goiana ingår i släktet Recchia och familjen långhorningar.
Artens utbredningsområde är Paraguay. Inga underarter finns listade i Catalogue of Life.